# Fuck the Money
Albums de Talib Kweli
Gravitas
(2013) Indie 500
(2015)
Fuck the Money est le huitième album studio de Talib Kweli, diffusé le 14 août 2015, en téléchargement gratuit sur le site #KweliClub,.

## Liste des titres
| No  | Titre                                       | Producteur    | Durée |
| --- | ------------------------------------------- | ------------- | ----- |
| 1.  | Gratitude                                   | Thanks Joey   | 3:37  |
| 2.  | Leslie Nope                                 | Amadeus       | 2:20  |
| 3.  | Nice Things                                 | Amadeus       | 3:54  |
| 4.  | Echoes (featuring Miguel et Patrick Stump)  | Farhot        | 4:00  |
| 5.  | Fuck the Money (featuring Casper Nyovest)   | Farhot        | 3:45  |
| 6.  | Fall Back (featuring Nire et Styles P)      | Amadeus       | 3:51  |
| 7.  | He Said, She Said                           | Farhot        | 3:22  |
| 8.  | Butterfly                                   | Kaytranada    | 3:49  |
| 9.  | Baby Girl (featuring Kendra Ross)           | Abhi//Dijon   | 3:20  |
| 10. | The Venetian (featuring Ab-Soul et Niko Is) | The Alchemist | 3:26  |
| 11. | Money Good                                  | Amadeus       | 3:28  |